# Lijst van wachtposten aan de spoorlijn Utrecht - Boxtel
Dit is een onvolledige chronologische lijst van wachtposten aan de Spoorlijn Utrecht - Boxtel. Een wachtpost was een huisje waarin de baanwachter woonde. Hij of zij opende en sloot de overwegbomen wanneer er een trein passeerde. Alle huisjes werden rond 1868 en 1874 naar een standaardontwerp door de Staatsspoorwegen gebouwd. Rond 1950 werden veel huisjes gesloopt omdat ze hun oude functie verloren.
Wanneer er achter de straatnaam een asterisk staat, wil dat zeggen dat de overgang niet meer bestaat. Bij een aantal huisjes staat de straatnaam aangegeven, die in de buurt van de oude overweg ligt.
| Wachtpost | Straat                            | Plaats           | Bouwjaar | Sloopjaar               | Extra informatie | Afbeelding |
| --------- | --------------------------------- | ---------------- | -------- | ----------------------- | ---------------- | ---------- |
| 7         | Albers Pistoriusweg*              | Houten           | 1868     | Onbekend                |                  |            |
| 8         | Het Spoor*                        | Houten           | 1868     | Onbekend                |                  |            |
| 9         | Raaigras*                         | Houten           | 1868     | Onbekend                |                  |            |
| 24        | Voetakkerweg                      | Meteren          | 1868     | Onbekend                |                  |            |
| 25        | Markkade*                         | Meteren          | 1868     | Onbekend                |                  |            |
| 26        | Parallelweg-Rijweg*               | Meteren          | 1868     | Onbekend                |                  |            |
| 27        | Zandweg                           | Waardenburg      | 1868     | Onbekend                |                  |            |
| 29        | Van Heemstraweg Oost              | Zaltbommel       | 1869     | Onbekend                |                  |            |
| 30        | Bommelsekade                      | Zaltbommel       | 1869     | Onbekend                |                  |            |
| 31        | Vlierdseweg                       | Bruchem          | 1870     | 2021 (24 & 25 augustus) |                  |            |
| 32        | Sint Annaweg*                     | Hedel            | 1869     | Onbekend                |                  |            |
| 33        | Drielseweg-Prinses Beatrixstraat* | Hedel            | 1869     | Onbekend                |                  |            |
| 34        | Maasdijk                          | Hedel            | 1870     | Onbekend                |                  |            |
| 35        | Empelsedijk                       | Empel            | 1870     | Onbekend                |                  |            |
| 36        | Messing-Goudenheuvel*             | Empel            | 1870     | Onbekend                |                  |            |
| 37        | Orthen                            | 's-Hertogenbosch | 1870     | Onbekend                |                  |            |
| 39        |                                   | 's-Hertogenbosch | 1870     | 2012                    |                  |            |